# Nová Města Evropy

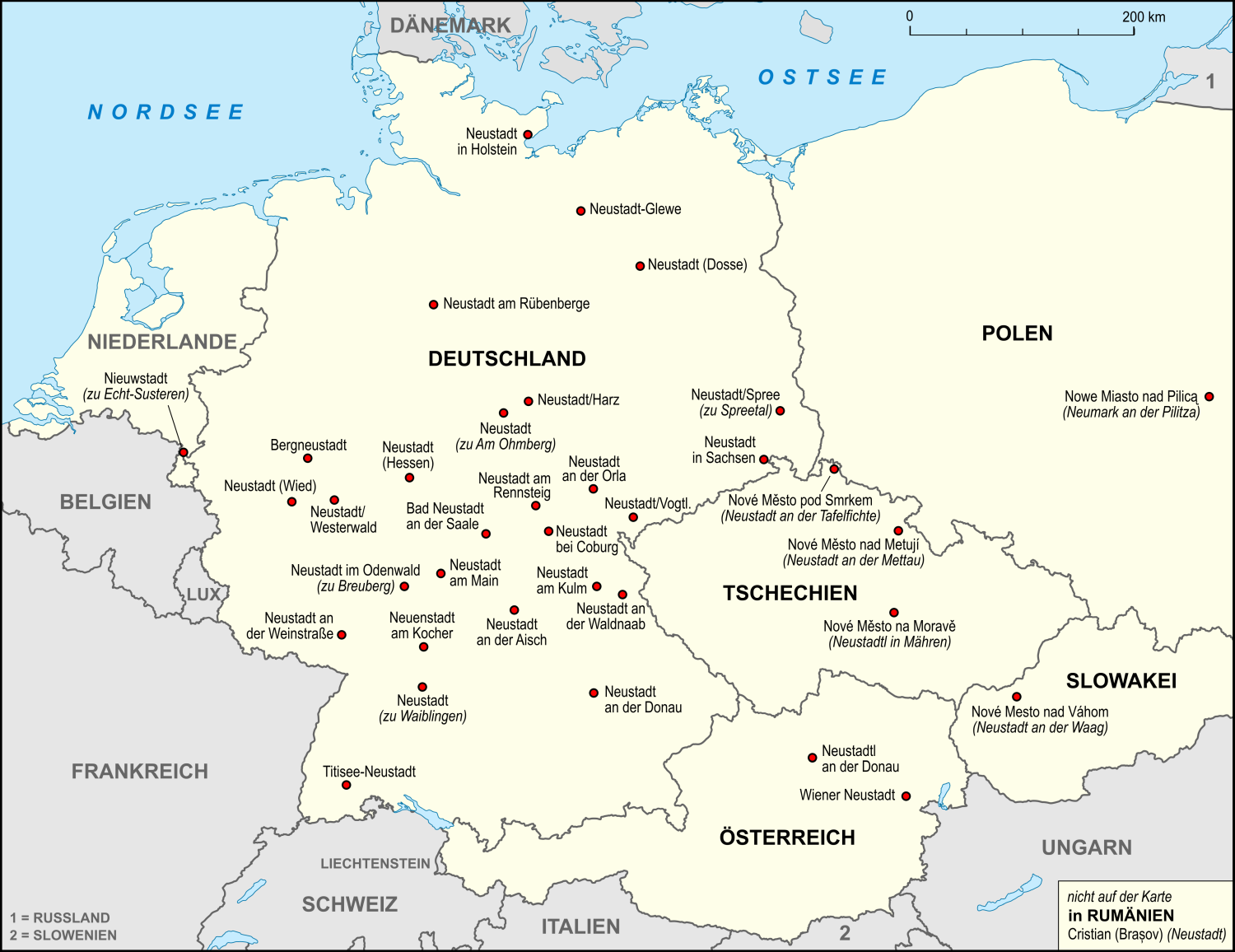
Nová Města Evropy (2009)

Nová Města Evropy (Neustadt in Europa) je evropské mezinárodní sdružení měst a obcí. Toto společenství zahrnuje 37 měst a obcí z Německa, Rakouska, Maďarska, Slovenska, Polska, Česka a Nizozemska.
Mottem práce sdružení je Werben auf Gegenseitigkeit (Propagací ke vzájemnému prospěchu).
Předsedou byl v letech 1982–2012 pan Hans Schreyegg z města Neustadt an der Waldnaab, od roku 2012 je předsedkyní Petra Bieber z Bad Neustadt. Před ní vykonával tuto funkci 20 let Hans Schreyegg z Neustadt an der Waldnaab. Každoročně se setkávají obyvatelé všech Nových Měst, pokaždé v jiném Novém Městě. První setkání se uskutečnilo již v roce 1979.

## Setkání Nových Měst v posledních letech
- 1998:  Neustadt-Glewe
- 1999:  Bad Neustadt an der Saale
- 2000:  Titisee-Neustadt
- 2001:  Nové Město nad Metují
- 2002:  Neustadt (Dosse)
- 2003:  Neustadt am Kulm
- 2004:  Neustadt am Rennsteig
- 2005:  Neustadt in Sachsen
- 2006:  Neustadt bei Coburg
- 2007:  Neustadt in Holstein
- 2008:  Neustadtl an der Donau (Rakousko)
- 2009:  Neustadt (Spree)
- 2010:  Nové Město na Moravě[2]
- 2011:  Neustadt (Hesensko)
- 2012:  Neustadt an der Orla
- 2013:  Breuberg-Neustadt
- 2014:  Neustadt (Dosse)
- 2015:  Neustadt am Rübenberge
- 2016:  Nowe Miasto nad Pilicą (Polsko)
- 2017:  Neustadt bei Coburg

V příštích letech mají setkání proběhnout:
- 2018:  Neustadt an der Waldnaab
- 2019:  Bad Neustadt an der Saale
- 2020:  Neustadt an der Aisch
- 2023:  Neustadt an der Donau
- 2025:  Neustadt-Glewe
- 2026:  Neustadt am Kulm

## Členská města
Německo
1. Bad Neustadt an der Saale
2. Bergneustadt
3. Breuberg-Neustatd
4. Neuenstadt am Kocher
5. Neustadt (Dosse)
6. Neustadt (Hesensko)
7. Neustadt (Wied)
8. Neustadt/Harz
9. Neustadt/Vogtl.
10. Neustadt (Westerwal)
11. Neustadt am Kulm
12. Neustadt am Main
13. Neustadt am Rennsteig
14. Neustadt am Rübenberge
15. Neustadt an der Aisch
16. Neustadt an der Donau
17. Neustadt an der Orla
18. Neustadt (Spree)
19. Neustadt an der Waldnaab
20. Neustadt an der Weinstraße
21. Neustadt bei Coburg
22. Neustadt an der Rems
23. Neustadt in Holstein
24. Neustadt in Sachsen
25. Neustadt bei Leinefele
26. Neustadt-Glewe
27. Titisee-Neustadt

Česko
1. Nové Město na Moravě
2. Nové Město nad Metují
3. Nové Město pod Smrkem

Maďarsko
1. Dunaújváros

Nizozemsko
1. Echt-Susteren Nieuwstadt

Polsko
1. Nove Miasto Lubawskie
2. Nove Miasto na Pilica

Rakousko
1. Wiener Neustadt
2. Neustadtl an der Donau

Slovensko
1. Nové Mesto nad Váhom